# Indicador de la mel de carpó groc
L'indicador de la mel de carpó groc (Indicator xanthonotus) és una espècie d'ocell de la família dels indicatòrids (Indicatoridae) que habita els boscos des de l'extrem est de l'Afganistan i nord del Pakistan, cap a l'est, a través del nord de l'Índia fins al nord-est de Myanmar.